# Società Anonima Frera

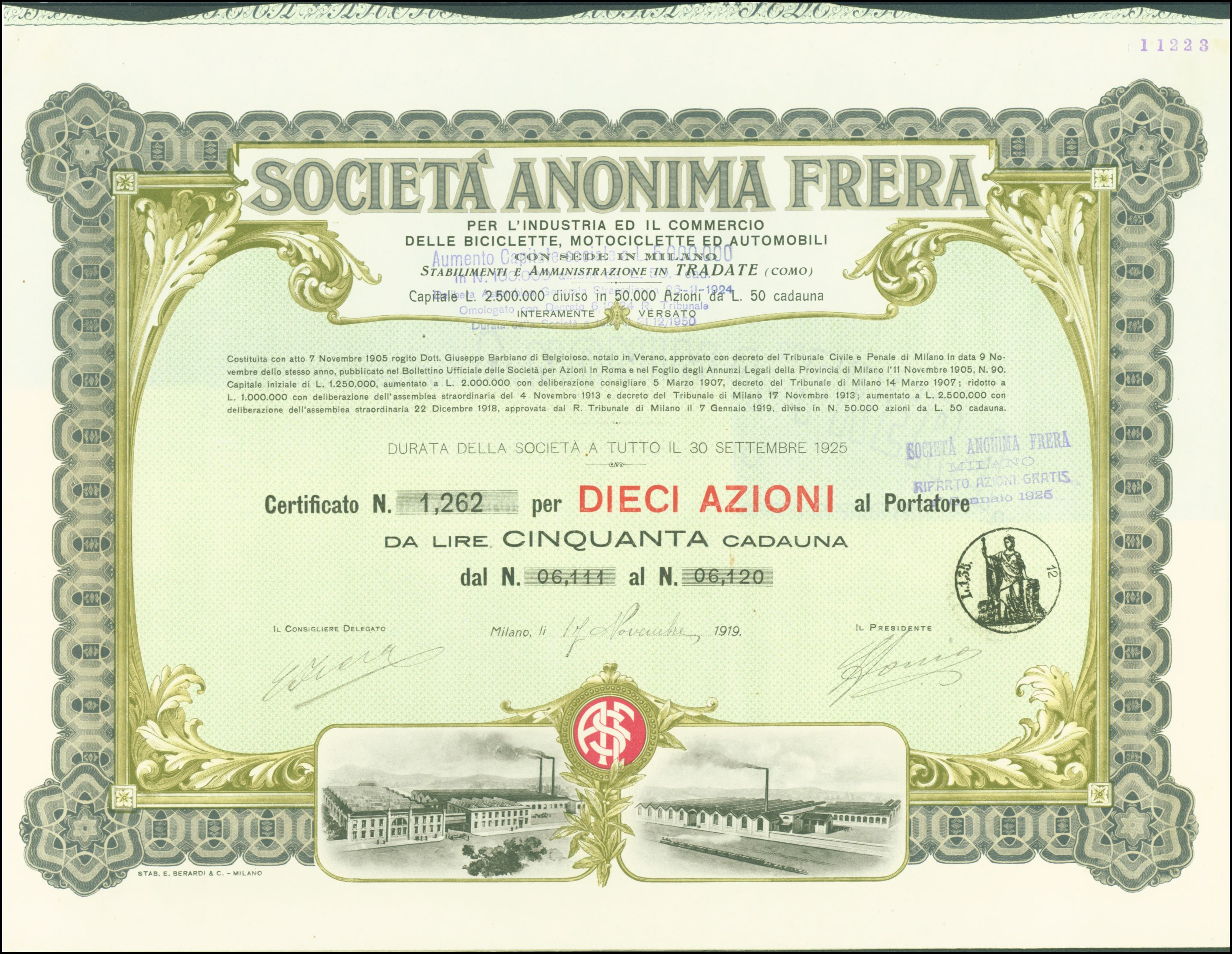
Aktie der Società Anonima Frera aus dem Jahr 1919

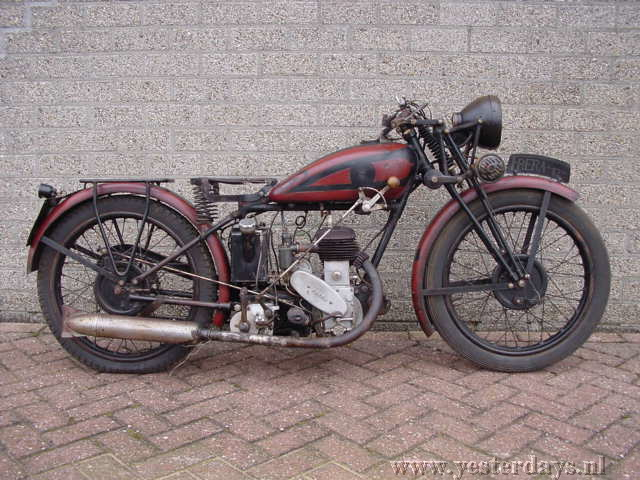
Frera aus dem Jahr 1931

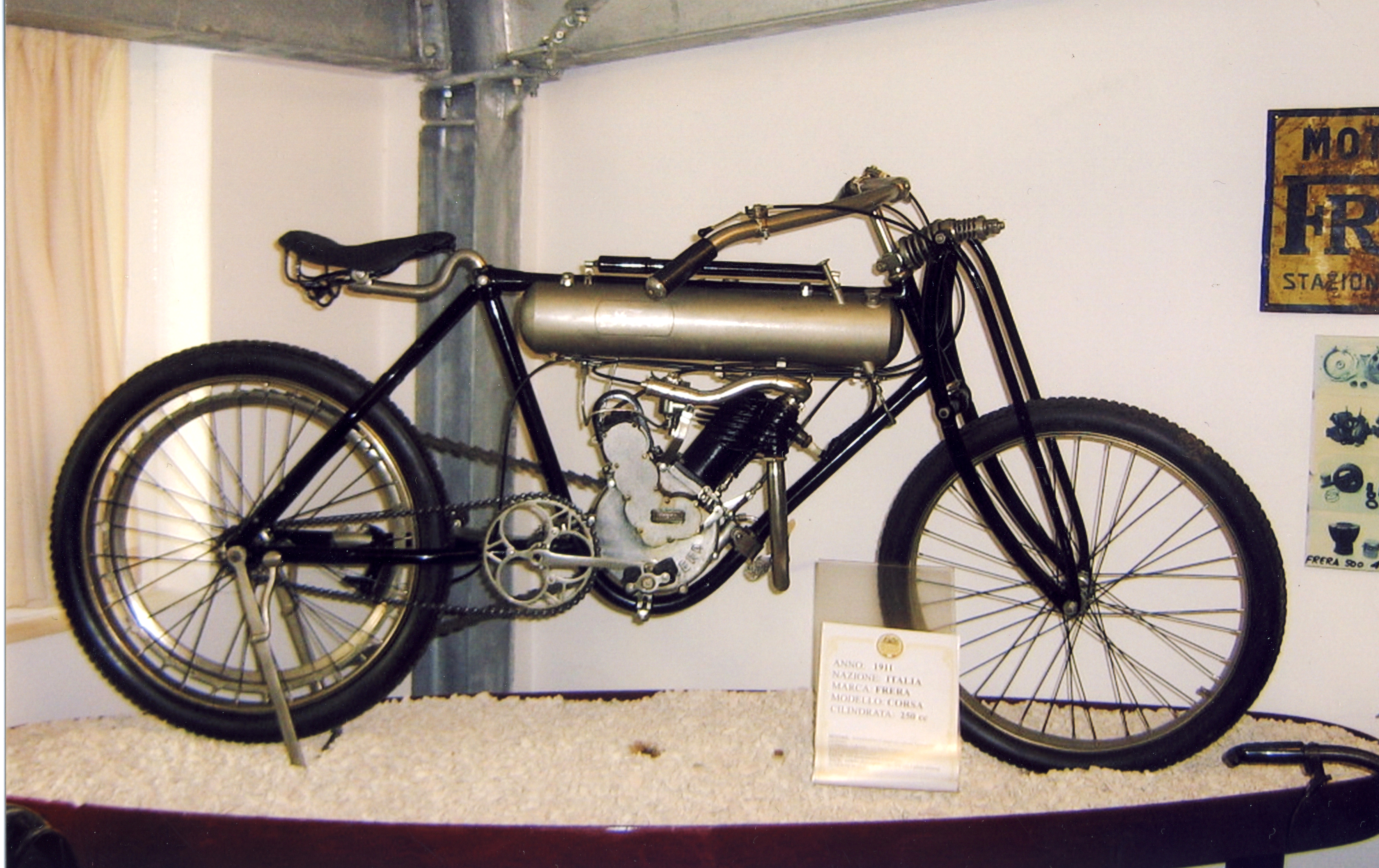
Eine Frera Corsa (Rennmaschine) 250 cm³ von 1911, mit einem Motor von Zedel (Motorradmuseum, Rimini)

Die Società Anonima Frera (auch bekannt als Moto Frera) war ein italienischer Hersteller von Motorrädern und Fahrrädern mit Sitz in Tradate, Provinz Varese. Das Unternehmen wurde Anfang des 20. Jahrhunderts von Corrado Frera gegründet und zählte in den 1910er- und 1920er-Jahren zu den bedeutendsten Motorradproduzenten Italiens.

## Geschichte
Corrado Frera wurde am 23. März 1859 in Kreuznach (Preußen) geboren. Seine Familie war französischer Herkunft und war nach den Hugenottenverfolgungen im 16. Jahrhundert nach Deutschland ausgewandert. Frera selbst wanderte in den 1880er-Jahren nach Italien aus, wurde italienischer Staatsbürger und begann zunächst mit dem Handel von Spielwaren und Geschenkartikeln in der Nähe von Mailand.
Ab 1897 begann Frera mit dem Import und Vertrieb von NSU-Motorrädern und Motoren von Zürcher & Lüthi (Zedel). Bereits ein Jahr später entstanden erste kundenspezifische Umbauten und Eigenentwicklungen. Im Jahr 1903 eröffnete Frera eine neue Werkstatt in Tradate und nahm dort die Produktion von Motorrädern auf. 1906 wurde die Società Anonima Frera gegründet und das Unternehmen begann unter der Marke SAF (Frera) mit dem Verkauf von Motorrädern mit Zedel-Einbaumotoren.
Bereits 1910 verzeichnete das Werk eine Produktion von 1200 Motorrädern, bis 1915 stieg die Zahl auf rund 3000 jährlich. Während des Ersten Weltkriegs belieferte Frera das italienische Militär mit Tausenden von Motorrädern und Fahrrad-Krankenwagen. Nach Kriegsende wuchs das Unternehmen weiter und eröffnete 1919 ein zweites Werk zur Endmontage nahe dem Bahnhof von Tradate.
Zwischen 1925 und 1928 wurden jährlich bis zu 5000 Maschinen gebaut, im Jahr 1928 feierte das Unternehmen die Fertigstellung des 50.000. Motorrads.

## Niedergang und Schließung
Die Weltwirtschaftskrise ab 1929 traf auch Frera hart. Pläne zur Diversifikation, etwa mit einem Leichttraktor, scheiterten ebenso wie militärische Großaufträge. Unternehmensgründer Corrado Frera zog sich aus der Geschäftsleitung zurück. Auch sein Sohn Leonardo verließ das Unternehmen kurz darauf. 1933 musste Frera zunächst schließen.
Ein Jahr später wurde das Unternehmen durch eine Investorengruppe neu aufgestellt, stellte jedoch endgültig 1936 den Betrieb ein. Die letzten Modelle umfassten Motorräder mit 175–500 cm³ Hubraum und Eigenmotoren mit obenliegenden Ventilen, konstruiert von Giuseppe Merosi.

## Nachwirkung
Corrado Frera starb 1941 in Mailand. Im Jahr 1990 wurde der Markenname Frera wiederbelebt, vor allem für Fahrräder. Auf dem Gelände der historischen Werkhallen in Tradate befindet sich heute das Museo Frera, das der Marke sowie der Geschichte des italienischen Motorradbaus gewidmet ist.